# Navážka (Zeměplocha)
Seržant Navážka (ang. Detritus) z Ankh-Morporkské Městské hlídky je literární postava z knih o Zeměploše anglického spisovatele Terryho Pratchetta. Je to nepříliš inteligentní troll.
Podle svého velitele, kapitána Elánia je velmi schopný policista a ještě lepší seržant. Má silný hlas, velitelský zjev a vytrvalost. Poté, co je povýšen v knize Muži ve zbrani, dokáže celé hodiny křičet na nováčky. Navážka umí celkem obstojně klást tři otázky:
1. Udělals to, že jo?
2. Jseš si jistý, žes to neudělal?
3. Jsi to ty, kdo to udělal, viď?

Jako u všech zeměplošských trollů jeho inteligence prudce stoupá s klesající teplotou. A tak mu kolega Potroublo zhotovil chladicí helmici, která bránila přehřívání jeho mozku za běžných teplot.
Je ženatý s Rubínou, která je barovou tanečnicí. Kvůli ní původně nastoupil do hlídky, protože chtěla, aby měl poctivou práci. S Rubínou by chtěl mít děti. Vede kampaň proti užívání drog. Jeho oblíbenou zbraní je těžký dobývací samostříl bez podvozku, který využívá jako střelivo tyče s ocelovým hrotem o délce asi 1,5 metru buď jednotlivě nebo ve svazku k docílení maximální efektivity. Nazývá ho mírotvůrce (v angličtině piecemaker, což by se volně dalo přeložit také jako mrtvoltvůrce). Je využíván k průnikům do budov, neboť dokáže otevřít přední i zadní dveře téměř současně. Ostatní postavy jsou v přítomnosti Navážky a Mírotvůrce značně nervozní, protože Navážka nepochopil funkci pojistky.
Poprvé se objevuje v knize Stráže! Stráže!, kde pracuje jako vyhazovač (rozpleskávač - to je totéž jen aplikováno s mnohem větší silou) v hospodě U zašitého bubnu. Do hlídky nastupuje, jako zástupce rasové menšiny v knize Muži ve zbrani, kde používá kyrys z upravené zbroje, jež byla původně určena pro nosorožce. S Rubínou se Navážka seznamuje v příběhu Pohyblivé obrázky, kde pracuje jako bodyguard Kolíka Aťsepicnu, který v této knize vystupuje jako nejúspěšnější filmový producent v celém Holy Woodu.